# Pyropygodes huautlae
Pyropygodes huautlae is een keversoort uit de familie glimwormen (Lampyridae). De wetenschappelijke naam van de soort werd voor het eerst geldig gepubliceerd in 2000 door Zaragoza Caballero.